# Chien courant de la vallée de la Save
Pour les articles homonymes, voir Chien courant.
Le chien courant de la vallée de la Save, également appelé chien courant de Posavatz et anciennement chien courant du bassin de Kras est une race de chiens originaire de Croatie. C'est un chien courant de taille moyenne, d'allure robuste, à la robe froment rougeâtre à marques blanches, au poil court et raide. Il s'agit d'un chien de chasse employé comme chien courant.

## Historique
Le chien courant de la vallée de la Save est une ancienne race de chiens courants croate autochtones, dont l'origine exacte est inconnue. Des chiens au type morphologiques proches sont présents en Croatie dès le XVe siècle, telle que l'attestent les fresques de la chapelle dédiée à Sainte Marie à Beram. Des chroniques telles celles de l'évêque Bakic de Djakovo en 1719 ou du vétérinaire Franjo Bertic de Djakovo en 1859 et des livres de Joze Kristen décrivent très tôt les chiens courants croates. Achetés sous le nom de « boskini » en Croatie, les chiens courants de la vallée de la Save sont très appréciés dans les régions avoisinantes.
En 1924, la race est présentée pour la première fois à une exposition canine. En 1929, les premières inscriptions dans le livre des origines croate sont enregistrées. La race est acceptée par la Fédération cynologique internationale en 1955 sous le nom de chien courant du bassin de Kras. Le premier standard portant le nom correct de la race date de 1969.

## Standard

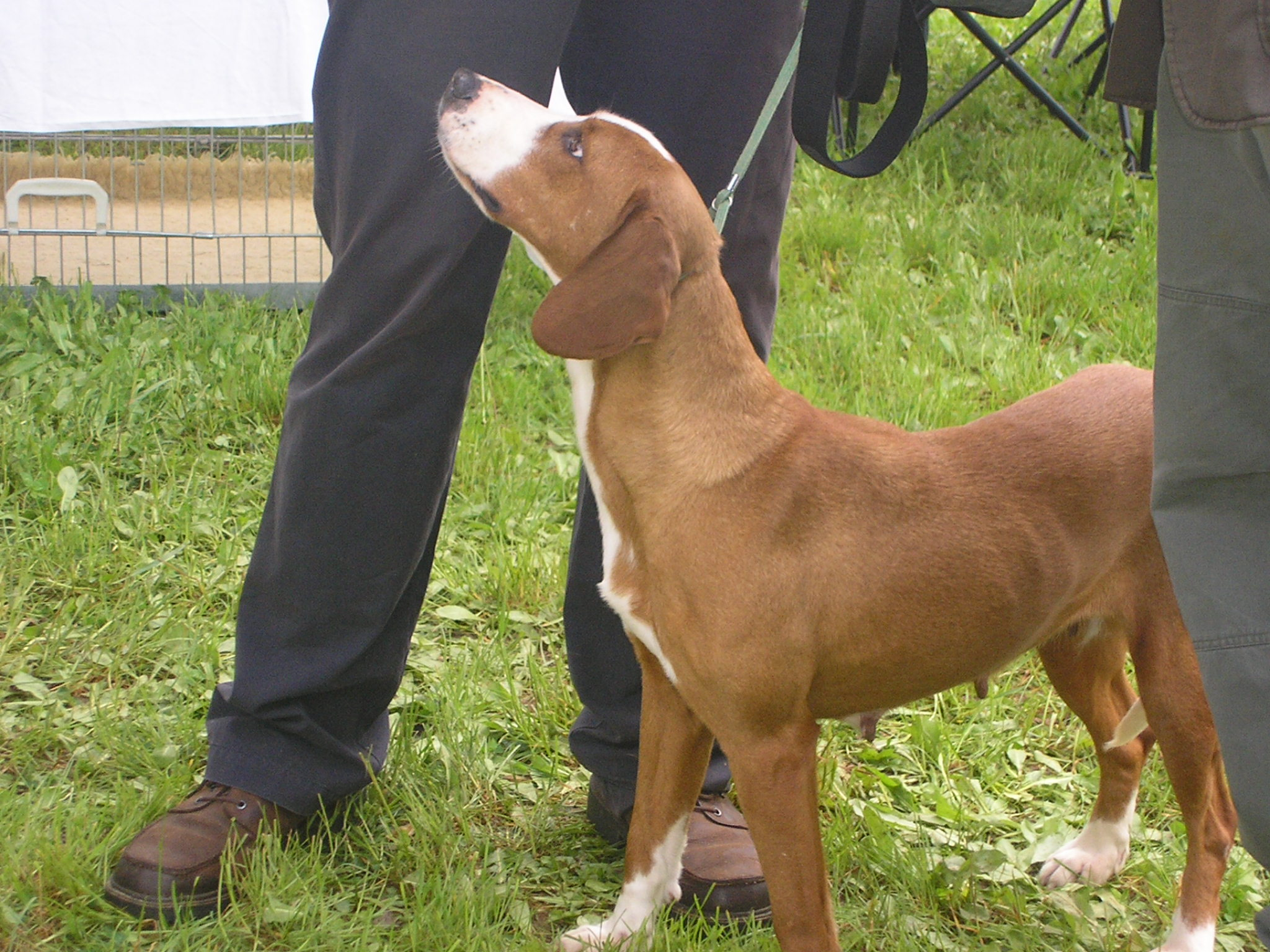
Chienne présentée en exposition canine à Zadar en Croatie.

Le chien courant de la vallée de la Save est un chien de taille moyenne, de constitution robuste et aux proportions équilibrées. D’une longueur moyenne, la queue atteint au maximum le jarret. Elle est portée en sabre et recouverte d’un poil touffu. La queue en brosse est admise. La tête est longue et étroite. Les paupières épousent parfaitement les grands yeux de couleur foncée. Pendantes, les oreilles plates et fine sont bien appliquées contre les joues ; elles s'arrondissent à leur extrémité.
D’une longueur de deux à trois centimètres, le poil est raide, dense et couché. Il est un peu plus long sur les parties inférieures du ventre, les bords postérieurs des extrémités et la face inférieure de la queue. La couleur est froment rougeâtre dans toutes ses nuances, jamais marron ou chocolat. Sur la tête, les marques blanches se présentent sous forme d’étoile, de liste ou de marque plus étendue. Au niveau du cou, les marques forment soit une collerette, soit une tache sur le bord inférieur du cou. Le blanc s'étend aussi au poitrail, sous le ventre, sur les parties inférieures des extrémités et au bout de la queue. La proportion de blanc ne doit en aucun cas dépasser le tiers de la superficie totale du corps.

## Caractère
Le standard FCI décrit le chien courant de la vallée de la Save comme docile, très attaché à son maître et de bon caractère. Le tempérament est modérément vif et marqué par sa passion pour la chasse. C'est un chien obstiné au travail, mais facile à dresser. À la maison, c'est un chien dynamique, enjoué et patient avec les enfants.

## Utilité
Le chien courant de la vallée de la Save est un chien de chasse utilisé comme chien courant ou comme chien de recherche au sang. Il est employé pour la chasse au renard, au lièvre et au chevreuil. Il possède une voix sonore de tonalité haute et est considéré comme un chien fortement aboyeur. C'est un chien de chasse adapté aux forêts et aux sous-bois épais.